# Brasilândia (bairro de São Paulo)
Brasilândia, também chamado de Vila Brasilândia é um bairro pertencente ao distrito de Brasilândia na zona norte do município de São Paulo. Está rodeado pelos bairros da Vila Penteado, Jardim Guarani, Sítio Morro Grande e Jardim Maracanã.
Com o intenso processo de urbanização na cidade a partir dos anos 40, a região Brasilândia também sofre grandes modificações. Os sítios foram desmembrados em pequenas vilas e grande parte foi adquirida por diversas companhias loteadoras, entre elas a Cia. Líder Construtora, que fazia parte do Grupo do Banco F. Munhoz.
O bairro é famoso por ser o berço da escola de samba Rosas de Ouro, atualmente na Freguesia do Ó. Em 1971, o bairro foi enredo do carnaval da escola, cujo título foi "História da Vila Brasilândia".
No ano de 2020, o bairro ganhou notoriedade pois os dados da Prefeitura de São Paulo para o mês de abril apontou que a região teve o maior número de óbitos por coronavírus.
É classificado pelo CRECI como "Zona de Valor E", assim como outros bairros da capital: Itaquera, Jardim Brasil e Itaim Paulista.